# Volta a Andalusia 2018
La Volta a Andalusia 2018 fou la 64a edició de la Volta a Andalusia. La cursa es disputà entre el 14 i el 18 de febrer de 2018, amb un recorregut de 708,1 km repartits entre un cinc etapes, una d'elles contrarellotge individual. La cursa formava part de l'UCI Europa Tour 2018, en la categoria 2.HC.
El vencedor final fou el belga Tim Wellens (Lotto-Soudal), que aconseguí el liderat després de guanyar la quarta etapa i va saber mantenir en la contrarellotge individual final. L'acompanyaren al podi Wout Poels (Team Sky) i Marc Soler (Movistar Team).

## Equips participants
En aquesta edició hi prendran part 22 equips:
| WorldTeams (7)- AG2R La Mondiale - Astana - EF Education First-Drapac p/b Cannondale - Lotto NL-Jumbo - Lotto Soudal - Movistar Team - Sky Equips continentals professionals (14)- Burgos-BH - Caja Rural-Seguros RGA - CCC Sprandi Polkowice - Delko-Marseille Provence-KTM - Direct Énergie - Euskadi Basque Country-Murias - Gazprom-RusVelo - Israel Cycling Academy - Nippo-Vini Fantini-Europa Ovini - Rally Cycling - Roompot-Nederlandse Loterij - Sport Vlaanderen-Baloise - Vérandas Willems-Crelan - Wanty-Groupe Gobert Equip continental- Fundación Euskadi |
| |

## Etapes
| Etapa    | Data      | Ciutats d'etapa                     | type                      | Distància (km) | Vencedor de l'etapa        | Líder de la general |
| -------- | --------- | ----------------------------------- | ------------------------- | -------------- | -------------------------- | ------------------- |
| 1a etapa | 14 de feb | Mijas – Granada                     | etapa de mitja muntanya   | 197,6          | Thomas Boudat              | Thomas Boudat       |
| 2a etapa | 15 de feb | Villa de Otura – La Guardia de Jaén | etapa de muntanya         | 140            | Wout Poels                 | Wout Poels          |
| 3a etapa | 16 de feb | Mancha Real – Herrera               | etapa plana               | 165,1          | Sacha Modolo               | Wout Poels          |
| 4a etapa | 17 de feb | Sevilla – Alcalá de los Gazules     | etapa de mitja muntanya   | 191,2          | Tim Wellens                | Tim Wellens         |
| 5a etapa | 18 de feb | Barbate – Barbate                   | contrarellotge individual | 14,2           | David de la Cruz Melgarejo | Tim Wellens         |

### Etapa 1
| \| Classificació de l'etapa \| Classificació de l'etapa \| Classificació de l'etapa \| Classificació de l'etapa \| Classificació de l'etapa \| \| Corredor \| Corredor \| Equip \| Temps \| \| \| ------------------------ \| ------------------------ \| ------------------------- \| ------------------------ \| ------------------------ \| \| 1r \| Thomas Boudat \| Direct Énergie \| 5h 21' 39" \| \| \| 2n \| Sacha Modolo \| EF Education First-Drapac \| + 0" \| \| \| 3r \| Clément Venturini \| AG2R La Mondiale \| + 0" \| \| \| 4t \| Andrea Pasqualon \| Wanty-Groupe Gobert \| + 0" \| \| \| 5è \| Tosh Van der Sande \| Lotto-Soudal \| + 0" \| \| \| 6è \| Carlos Barbero Cuesta \| Movistar Team \| + 0" \| \| \| 7è \| Jonas Koch \| CCC Sprandi Polkowice \| + 0" \| \| \| 8è \| Moreno Hofland \| Lotto-Soudal \| + 0" \| \| \| 9è \| Enrico Battaglin \| LottoNL-Jumbo \| + 0" \| \| \| 10è \| Jan Tratnik \| CCC Sprandi Polkowice \| + 0" \| \| |                       |                           |            |
| |                       |                           |            |
| |                       |                           |            |
| Classificació de l'etapa |                       |                           |            |
| Corredor | Corredor              | Equip                     | Temps      |
| 1r | Thomas Boudat         | Direct Énergie            | 5h 21' 39" |
| 2n | Sacha Modolo          | EF Education First-Drapac | + 0"       |
| 3r | Clément Venturini     | AG2R La Mondiale          | + 0"       |
| 4t | Andrea Pasqualon      | Wanty-Groupe Gobert       | + 0"       |
| 5è | Tosh Van der Sande    | Lotto-Soudal              | + 0"       |
| 6è | Carlos Barbero Cuesta | Movistar Team             | + 0"       |
| 7è | Jonas Koch            | CCC Sprandi Polkowice     | + 0"       |
| 8è | Moreno Hofland        | Lotto-Soudal              | + 0"       |
| 9è | Enrico Battaglin      | LottoNL-Jumbo             | + 0"       |
| 10è | Jan Tratnik           | CCC Sprandi Polkowice     | + 0"       |

| \| Classificació general \| Classificació general \| Classificació general \| Classificació general \| Classificació general \| \| Corredor \| Corredor \| Equip \| Temps \| \| \| --------------------- \| --------------------- \| ------------------------- \| --------------------- \| --------------------- \| \| 1r \| Thomas Boudat \| Direct Énergie \| 5h 21' 39" \| \| \| 2n \| Sacha Modolo \| EF Education First-Drapac \| + 0" \| \| \| 3r \| Clément Venturini \| AG2R La Mondiale \| + 0" \| \| \| 4t \| Andrea Pasqualon \| Wanty-Groupe Gobert \| + 0" \| \| \| 5è \| Tosh Van der Sande \| Lotto-Soudal \| + 0" \| \| \| 6è \| Carlos Barbero Cuesta \| Movistar Team \| + 0" \| \| \| 7è \| Jonas Koch \| CCC Sprandi Polkowice \| + 0" \| \| \| 8è \| Moreno Hofland \| Lotto-Soudal \| + 0" \| \| \| 9è \| Enrico Battaglin \| LottoNL-Jumbo \| + 0" \| \| \| 10è \| Jan Tratnik \| CCC Sprandi Polkowice \| + 0" \| \| |                       |                           |            |
| |                       |                           |            |
| |                       |                           |            |
| Classificació general |                       |                           |            |
| Corredor | Corredor              | Equip                     | Temps      |
| 1r | Thomas Boudat         | Direct Énergie            | 5h 21' 39" |
| 2n | Sacha Modolo          | EF Education First-Drapac | + 0"       |
| 3r | Clément Venturini     | AG2R La Mondiale          | + 0"       |
| 4t | Andrea Pasqualon      | Wanty-Groupe Gobert       | + 0"       |
| 5è | Tosh Van der Sande    | Lotto-Soudal              | + 0"       |
| 6è | Carlos Barbero Cuesta | Movistar Team             | + 0"       |
| 7è | Jonas Koch            | CCC Sprandi Polkowice     | + 0"       |
| 8è | Moreno Hofland        | Lotto-Soudal              | + 0"       |
| 9è | Enrico Battaglin      | LottoNL-Jumbo             | + 0"       |
| 10è | Jan Tratnik           | CCC Sprandi Polkowice     | + 0"       |

### Etapa 2
| \| Classificació de l'etapa \| Classificació de l'etapa \| Classificació de l'etapa \| Classificació de l'etapa \| Classificació de l'etapa \| \| Corredor \| Corredor \| Equip \| Temps \| \| \| ------------------------ \| ------------------------ \| ------------------------ \| ------------------------ \| ------------------------ \| \| 1r \| Wout Poels \| Team Sky \| 3h 38' 04" \| \| \| 2n \| Luis León Sánchez Gil \| Astana \| + 2" \| \| \| 3r \| Tim Wellens \| Lotto-Soudal \| + 2" \| \| \| 4t \| Mikel Landa Meana \| Movistar Team \| + 4" \| \| \| 5è \| Jakob Fuglsang \| Astana \| + 4" \| \| \| 6è \| Marc Soler i Giménez \| Movistar Team \| + 17" \| \| \| 7è \| Christopher Froome \| Team Sky \| + 27" \| \| \| 8è \| Mikel Bizkarra Etxegibel \| Euskadi-Murias \| + 34" \| \| \| 9è \| Amaro Antunes \| CCC Sprandi Polkowice \| + 38" \| \| \| 10è \| Jelle Vanendert \| Lotto-Soudal \| + 38" \| \| |                          |                       |            |
| |                          |                       |            |
| |                          |                       |            |
| Classificació de l'etapa |                          |                       |            |
| Corredor | Corredor                 | Equip                 | Temps      |
| 1r | Wout Poels               | Team Sky              | 3h 38' 04" |
| 2n | Luis León Sánchez Gil    | Astana                | + 2"       |
| 3r | Tim Wellens              | Lotto-Soudal          | + 2"       |
| 4t | Mikel Landa Meana        | Movistar Team         | + 4"       |
| 5è | Jakob Fuglsang           | Astana                | + 4"       |
| 6è | Marc Soler i Giménez     | Movistar Team         | + 17"      |
| 7è | Christopher Froome       | Team Sky              | + 27"      |
| 8è | Mikel Bizkarra Etxegibel | Euskadi-Murias        | + 34"      |
| 9è | Amaro Antunes            | CCC Sprandi Polkowice | + 38"      |
| 10è | Jelle Vanendert          | Lotto-Soudal          | + 38"      |

| \| Classificació general \| Classificació general \| Classificació general \| Classificació general \| Classificació general \| \| Corredor \| Corredor \| Equip \| Temps \| \| \| --------------------- \| ------------------------ \| --------------------- \| --------------------- \| --------------------- \| \| 1r \| Wout Poels \| Team Sky \| 8h 59' 43" \| \| \| 2n \| Luis León Sánchez Gil \| Astana \| + 2" \| \| \| 3r \| Tim Wellens \| Lotto-Soudal \| + 2" \| \| \| 4t \| Mikel Landa Meana \| Movistar Team \| + 4" \| \| \| 5è \| Jakob Fuglsang \| Astana \| + 4" \| \| \| 6è \| Marc Soler i Giménez \| Movistar Team \| + 17" \| \| \| 7è \| Christopher Froome \| Team Sky \| + 27" \| \| \| 8è \| Mikel Bizkarra Etxegibel \| Euskadi-Murias \| + 34" \| \| \| 9è \| Amaro Antunes \| CCC Sprandi Polkowice \| + 38" \| \| \| 10è \| Jelle Vanendert \| Lotto-Soudal \| + 38" \| \| |                          |                       |            |
| |                          |                       |            |
| |                          |                       |            |
| Classificació general |                          |                       |            |
| Corredor | Corredor                 | Equip                 | Temps      |
| 1r | Wout Poels               | Team Sky              | 8h 59' 43" |
| 2n | Luis León Sánchez Gil    | Astana                | + 2"       |
| 3r | Tim Wellens              | Lotto-Soudal          | + 2"       |
| 4t | Mikel Landa Meana        | Movistar Team         | + 4"       |
| 5è | Jakob Fuglsang           | Astana                | + 4"       |
| 6è | Marc Soler i Giménez     | Movistar Team         | + 17"      |
| 7è | Christopher Froome       | Team Sky              | + 27"      |
| 8è | Mikel Bizkarra Etxegibel | Euskadi-Murias        | + 34"      |
| 9è | Amaro Antunes            | CCC Sprandi Polkowice | + 38"      |
| 10è | Jelle Vanendert          | Lotto-Soudal          | + 38"      |

### Etapa 3
| \| Classificació de l'etapa \| Classificació de l'etapa \| Classificació de l'etapa \| Classificació de l'etapa \| Classificació de l'etapa \| \| Corredor \| Corredor \| Equip \| Temps \| \| \| ------------------------ \| ------------------------ \| ------------------------------- \| ------------------------ \| ------------------------ \| \| 1r \| Sacha Modolo \| EF Education First-Drapac \| 3h 48' 17" \| \| \| 2n \| Carlos Barbero Cuesta \| Movistar Team \| + 0" \| \| \| 3r \| Nelson Soto Martínez \| Caja Rural-Seguros RGA \| + 0" \| \| \| 4t \| Oscar Gatto \| Astana \| + 0" \| \| \| 5è \| Moreno Hofland \| Lotto-Soudal \| + 0" \| \| \| 6è \| Jon Aberasturi Izaga \| Euskadi-Murias \| + 0" \| \| \| 7è \| Eduard-Michael Grosu \| Nippo-Vini Fantini-Europa Ovini \| + 0" \| \| \| 8è \| Coen Vermeltfoort \| Roompot-Nederlandse Loterij \| + 0" \| \| \| 9è \| Andrea Pasqualon \| Wanty-Groupe Gobert \| + 0" \| \| \| 10è \| Colin Joyce \| Rally Cycling \| + 0" \| \| |                       |                                 |            |
| |                       |                                 |            |
| |                       |                                 |            |
| Classificació de l'etapa |                       |                                 |            |
| Corredor | Corredor              | Equip                           | Temps      |
| 1r | Sacha Modolo          | EF Education First-Drapac       | 3h 48' 17" |
| 2n | Carlos Barbero Cuesta | Movistar Team                   | + 0"       |
| 3r | Nelson Soto Martínez  | Caja Rural-Seguros RGA          | + 0"       |
| 4t | Oscar Gatto           | Astana                          | + 0"       |
| 5è | Moreno Hofland        | Lotto-Soudal                    | + 0"       |
| 6è | Jon Aberasturi Izaga  | Euskadi-Murias                  | + 0"       |
| 7è | Eduard-Michael Grosu  | Nippo-Vini Fantini-Europa Ovini | + 0"       |
| 8è | Coen Vermeltfoort     | Roompot-Nederlandse Loterij     | + 0"       |
| 9è | Andrea Pasqualon      | Wanty-Groupe Gobert             | + 0"       |
| 10è | Colin Joyce           | Rally Cycling                   | + 0"       |

| \| Classificació general \| Classificació general \| Classificació general \| Classificació general \| Classificació general \| \| Corredor \| Corredor \| Equip \| Temps \| \| \| --------------------- \| ------------------------ \| --------------------- \| --------------------- \| --------------------- \| \| 1r \| Wout Poels \| Team Sky \| 12h 48' 00" \| \| \| 2n \| Luis León Sánchez Gil \| Astana \| + 2" \| \| \| 3r \| Tim Wellens \| Lotto-Soudal \| + 2" \| \| \| 4t \| Mikel Landa Meana \| Movistar Team \| + 4" \| \| \| 5è \| Jakob Fuglsang \| Astana \| + 4" \| \| \| 6è \| Marc Soler i Giménez \| Movistar Team \| + 17" \| \| \| 7è \| Christopher Froome \| Team Sky \| + 27" \| \| \| 8è \| Mikel Bizkarra Etxegibel \| Euskadi-Murias \| + 34" \| \| \| 9è \| Jelle Vanendert \| Lotto-Soudal \| + 38" \| \| \| 10è \| Steven Kruijswijk \| LottoNL-Jumbo \| + 40" \| \| |                          |                |             |
| |                          |                |             |
| |                          |                |             |
| Classificació general |                          |                |             |
| Corredor | Corredor                 | Equip          | Temps       |
| 1r | Wout Poels               | Team Sky       | 12h 48' 00" |
| 2n | Luis León Sánchez Gil    | Astana         | + 2"        |
| 3r | Tim Wellens              | Lotto-Soudal   | + 2"        |
| 4t | Mikel Landa Meana        | Movistar Team  | + 4"        |
| 5è | Jakob Fuglsang           | Astana         | + 4"        |
| 6è | Marc Soler i Giménez     | Movistar Team  | + 17"       |
| 7è | Christopher Froome       | Team Sky       | + 27"       |
| 8è | Mikel Bizkarra Etxegibel | Euskadi-Murias | + 34"       |
| 9è | Jelle Vanendert          | Lotto-Soudal   | + 38"       |
| 10è | Steven Kruijswijk        | LottoNL-Jumbo  | + 40"       |

### Etapa 4
| \| Classificació de l'etapa \| Classificació de l'etapa \| Classificació de l'etapa \| Classificació de l'etapa \| Classificació de l'etapa \| \| Corredor \| Corredor \| Equip \| Temps \| \| \| ------------------------ \| ------------------------ \| ------------------------- \| ------------------------ \| ------------------------ \| \| 1r \| Tim Wellens \| Lotto-Soudal \| 4h 36' 23" \| \| \| 2n \| Mikel Landa Meana \| Movistar Team \| + 5" \| \| \| 3r \| Jakob Fuglsang \| Astana \| + 12" \| \| \| 4t \| Wout Poels \| Team Sky \| + 13" \| \| \| 5è \| Floris De Tier \| LottoNL-Jumbo \| + 13" \| \| \| 6è \| Marc Soler i Giménez \| Movistar Team \| + 17" \| \| \| 7è \| Steven Kruijswijk \| LottoNL-Jumbo \| + 20" \| \| \| 8è \| Luis León Sánchez Gil \| Astana \| + 20" \| \| \| 9è \| Simon Clarke \| EF Education First-Drapac \| + 21" \| \| \| 10è \| Andrea Pasqualon \| Wanty-Groupe Gobert \| + 24" \| \| |                       |                           |            |
| |                       |                           |            |
| |                       |                           |            |
| Classificació de l'etapa |                       |                           |            |
| Corredor | Corredor              | Equip                     | Temps      |
| 1r | Tim Wellens           | Lotto-Soudal              | 4h 36' 23" |
| 2n | Mikel Landa Meana     | Movistar Team             | + 5"       |
| 3r | Jakob Fuglsang        | Astana                    | + 12"      |
| 4t | Wout Poels            | Team Sky                  | + 13"      |
| 5è | Floris De Tier        | LottoNL-Jumbo             | + 13"      |
| 6è | Marc Soler i Giménez  | Movistar Team             | + 17"      |
| 7è | Steven Kruijswijk     | LottoNL-Jumbo             | + 20"      |
| 8è | Luis León Sánchez Gil | Astana                    | + 20"      |
| 9è | Simon Clarke          | EF Education First-Drapac | + 21"      |
| 10è | Andrea Pasqualon      | Wanty-Groupe Gobert       | + 24"      |

| \| Classificació general \| Classificació general \| Classificació general \| Classificació general \| Classificació general \| \| Corredor \| Corredor \| Equip \| Temps \| \| \| --------------------- \| ------------------------ \| ------------------------- \| --------------------- \| --------------------- \| \| 1r \| Tim Wellens \| Lotto-Soudal \| 17h 24' 25" \| \| \| 2n \| Mikel Landa Meana \| Movistar Team \| + 7" \| \| \| 3r \| Wout Poels \| Team Sky \| + 11" \| \| \| 4t \| Jakob Fuglsang \| Astana \| + 14" \| \| \| 5è \| Luis León Sánchez Gil \| Astana \| + 20" \| \| \| 6è \| Marc Soler i Giménez \| Movistar Team \| + 32" \| \| \| 7è \| Steven Kruijswijk \| LottoNL-Jumbo \| + 58" \| \| \| 8è \| Simon Clarke \| EF Education First-Drapac \| + 1' 05" \| \| \| 9è \| Mikel Bizkarra Etxegibel \| Euskadi-Murias \| + 1' 14" \| \| \| 10è \| Sergio Pardilla Bellón \| Caja Rural-Seguros RGA \| + 1' 24" \| \| |                          |                           |             |
| |                          |                           |             |
| |                          |                           |             |
| Classificació general |                          |                           |             |
| Corredor | Corredor                 | Equip                     | Temps       |
| 1r | Tim Wellens              | Lotto-Soudal              | 17h 24' 25" |
| 2n | Mikel Landa Meana        | Movistar Team             | + 7"        |
| 3r | Wout Poels               | Team Sky                  | + 11"       |
| 4t | Jakob Fuglsang           | Astana                    | + 14"       |
| 5è | Luis León Sánchez Gil    | Astana                    | + 20"       |
| 6è | Marc Soler i Giménez     | Movistar Team             | + 32"       |
| 7è | Steven Kruijswijk        | LottoNL-Jumbo             | + 58"       |
| 8è | Simon Clarke             | EF Education First-Drapac | + 1' 05"    |
| 9è | Mikel Bizkarra Etxegibel | Euskadi-Murias            | + 1' 14"    |
| 10è | Sergio Pardilla Bellón   | Caja Rural-Seguros RGA    | + 1' 24"    |

### Etapa 5
| \| Classificació de l'etapa \| Classificació de l'etapa \| Classificació de l'etapa \| Classificació de l'etapa \| Classificació de l'etapa \| \| Corredor \| Corredor \| Equip \| Temps \| \| \| ------------------------ \| -------------------------- \| ------------------------ \| ------------------------ \| ------------------------ \| \| 1r \| David de la Cruz Melgarejo \| Team Sky \| 17' 11" \| \| \| 2n \| Andrey Amador Bikkazakova \| Movistar Team \| + 6" \| \| \| 3r \| Stef Clement \| LottoNL-Jumbo \| + 7" \| \| \| 4t \| Alexis Gougeard \| AG2R La Mondiale \| + 8" \| \| \| 5è \| Marc Soler i Giménez \| Movistar Team \| + 9" \| \| \| 6è \| Wout Poels \| Team Sky \| + 11" \| \| \| 7è \| Dylan van Baarle \| Team Sky \| + 12" \| \| \| 8è \| Tim Wellens \| Lotto-Soudal \| + 14" \| \| \| 9è \| Jan Tratnik \| CCC Sprandi Polkowice \| + 24" \| \| \| 10è \| Luis León Sánchez Gil \| Astana \| + 24" \| \| |                            |                       |         |
| |                            |                       |         |
| |                            |                       |         |
| Classificació de l'etapa |                            |                       |         |
| Corredor | Corredor                   | Equip                 | Temps   |
| 1r | David de la Cruz Melgarejo | Team Sky              | 17' 11" |
| 2n | Andrey Amador Bikkazakova  | Movistar Team         | + 6"    |
| 3r | Stef Clement               | LottoNL-Jumbo         | + 7"    |
| 4t | Alexis Gougeard            | AG2R La Mondiale      | + 8"    |
| 5è | Marc Soler i Giménez       | Movistar Team         | + 9"    |
| 6è | Wout Poels                 | Team Sky              | + 11"   |
| 7è | Dylan van Baarle           | Team Sky              | + 12"   |
| 8è | Tim Wellens                | Lotto-Soudal          | + 14"   |
| 9è | Jan Tratnik                | CCC Sprandi Polkowice | + 24"   |
| 10è | Luis León Sánchez Gil      | Astana                | + 24"   |

## Classificacions finals
| \| Classificació general \| Classificació general \| Classificació general \| Classificació general \| Classificació general \| \| Corredor \| Corredor \| Equip \| Temps \| \| \| --------------------- \| ------------------------- \| ------------------------- \| --------------------- \| --------------------- \| \| 1r \| Tim Wellens \| Lotto-Soudal \| 17h 41' 50" \| \| \| 2n \| Wout Poels \| Team Sky \| + 8" \| \| \| 3r \| Marc Soler i Giménez \| Movistar Team \| + 27" \| \| \| 4t \| Jakob Fuglsang \| Astana \| + 30" \| \| \| 5è \| Luis León Sánchez Gil \| Astana \| + 30" \| \| \| 6è \| Mikel Landa Meana \| Movistar Team \| + 42" \| \| \| 7è \| Steven Kruijswijk \| LottoNL-Jumbo \| + 1' 19" \| \| \| 8è \| Simon Clarke \| EF Education First-Drapac \| + 1' 41" \| \| \| 9è \| Andrey Amador Bikkazakova \| Movistar Team \| + 1' 51" \| \| \| 10è \| Christopher Froome \| Team Sky \| + 1' 57" \| \| |                           |                           |             |
| |                           |                           |             |
| Font: ProCyclingStats |                           |                           |             |
| Classificació general |                           |                           |             |
| Corredor | Corredor                  | Equip                     | Temps       |
| 1r | Tim Wellens               | Lotto-Soudal              | 17h 41' 50" |
| 2n | Wout Poels                | Team Sky                  | + 8"        |
| 3r | Marc Soler i Giménez      | Movistar Team             | + 27"       |
| 4t | Jakob Fuglsang            | Astana                    | + 30"       |
| 5è | Luis León Sánchez Gil     | Astana                    | + 30"       |
| 6è | Mikel Landa Meana         | Movistar Team             | + 42"       |
| 7è | Steven Kruijswijk         | LottoNL-Jumbo             | + 1' 19"    |
| 8è | Simon Clarke              | EF Education First-Drapac | + 1' 41"    |
| 9è | Andrey Amador Bikkazakova | Movistar Team             | + 1' 51"    |
| 10è | Christopher Froome        | Team Sky                  | + 1' 57"    |

## Evolució de les classificacions
| Etapa | Vencedor         | Classificació general | Classificació de la muntanya | Classificació per punts | Classificació dels esprints | Classificació per equips |
| ----- | ---------------- | --------------------- | ---------------------------- | ----------------------- | --------------------------- | ------------------------ |
| 1     | Thomas Boudat    | Thomas Boudat         | Lluís Mas                    | Thomas Boudat           | Silvan Dillier              | CCC Sprandi Polkowice    |
| 2     | Wout Poels       | Wout Poels            | Lluís Mas                    | Wout Poels              | Silvan Dillier              | CCC Sprandi Polkowice    |
| 3     | Sacha Modolo     | Wout Poels            | Lluís Mas                    | Sacha Modolo            | Aaron Verwilst              | Movistar                 |
| 4     | Tim Wellens      | Tim Wellens           | Lluís Mas                    | Sacha Modolo            | Aaron Verwilst              | Movistar                 |
| 5     | David de la Cruz | Tim Wellens           | Lluís Mas                    | Wout Poels              | Aaron Verwilst              | Movistar                 |
| Final | Final            | Tim Wellens           | Lluís Mas                    | Wout Poels              | Aaron Verwilst              | Movistar                 |